# Ro-24
Ro-24 (呂号第二十四潜水艦) — підводний човен Імперського флоту Японії. До введення в Японії в першій половині 1920-х років нової системи найменування підводних човнів мав назву «Підводний човен № 42» (第四十二潜水艦).
«Підводний човен № 42», який належав до типу Kaichū III, спорудили у 1920 році на корабельні ВМФ у Сасебо. По завершенні корабель класифікували як належний до 2-го класу та включили до складу 22-ї дивізії підводних човнів, що належала до військово-морського округу Сасебо.
1 листопада 1924-го «Підводний човен № 42» перейменували на Ro-24.
1 квітня 1935-го Ro-24 виключили зі списків ВМФ. 7 серпня того ж року корпус колишнього підводного човна призначили для використання як понтон та позначили № 3107.